# مردیت ویتکر
مردیت ویتکر رئیس بنیاد سیگنال، و از اعضای هیئت مدیره است. او پیش از این استاد تحقیقاتی در دانشگاه نیویورک (NYU)، و هم‌بنیان‌گذار و مدیر دانشکدهٔ مؤسسهٔ AI Now بود. او همچنین به عنوان مشاور ارشد لینا خان در کمیسیون فدرال تجارت فعالیت داشت. ویتکر به مدت ۱۳ سال در گوگل حضور داشت، که در آنجا گروه Open Research گوگل را بنیان نهاد و M-Lab را هم‌بنیان‌گذاری کرد. در ۲۰۱۸، او سازمانده مرکزی اعتصابات در گوگل بود و در ژوئیه ۲۰۱۹ از آن شرکت استعفا داد.

## سنین جوانی و تحصیل
ویتکر مدرک لیسانس خود را در رشتهٔ بلاغت در دانشگاه کالیفرنیا، برکلی به پایان رساند.

## پژوهش و پیشگانی
ویتکر رئیس بنیاد سیگنال است و در هیئت مدیرهٔ آن فعالیت می‌کند. او قبلاً استاد تحقیقات Minderoo در NYU و مدیر دانشکده مؤسسهٔ AI Now در NYU بود.
ویتکر در سال ۲۰۰۶ به گوگل پیوست. او Google Open Research را تأسیس کرد که با جوامع متن‌باز و دانشگاهی در مورد مسائل مربوط به اندازه‌گیری بی‌طرفی شبکه، حریم خصوصی، امنیت و پیامدهای اجتماعی هوش مصنوعی همکاری می‌کرد. ویتکر سخنران اجلاس جهانی ۲۰۱۸ در زمینهٔ هوش مصنوعی بود. او برای اتحادیه آزادی‌های مدنی آمریکا نوشته است.
ویتکر M-Lab را تأسیس کرد، یک سامانهٔ اندازه‌گیری شبکهٔ توزیع شده در سطح جهانی که بزرگ‌ترین منبع داده‌های باز جهان را در مورد عملکرد اینترنت فراهم می‌کند. او همچنین به‌طور گسترده روی موضوعات اعتبارسنجی داده‌ها، حریم خصوصی، پیامدهای اجتماعی هوش مصنوعی، اقتصاد سیاسی فناوری و جنبش‌های کارگری در زمینه فناوری و صنعت فناوری کار کرده است. او در مورد نیاز به حفظ حریم خصوصی و علیه تضعیف رمزگذاری صحبت کرده است. او به کاخ سفید، FCC, FTC، شهر نیویورک، پارلمان اروپا و بسیاری از دولت‌ها و سازمان‌های جامعه مدنی در زمینه هوش مصنوعی، خط‌مشی اینترنت، اندازه‌گیری، حریم خصوصی و امنیت مشاوره داده است.

### AI Now
او هم‌بنیان‌گذار و مدیر پیشین دانشکدهٔ AI Now Institute در دانشگاه نیویورک است، AI Now یک مؤسسهٔ دانشگاهی پیشتاز. AI Now

### شهادت در کنگره
او در مقابل کنگره شهادت داده است، از جمله شهادت به کمیته علم، فضا و فناوری مجلس نمایندگان آمریکا در رابطه با «هوش مصنوعی: پیامدهای اجتماعی و اخلاقی» در ژوئن ۲۰۱۹. در آنجا ویتکر به تحقیقات و مواردی اشاره کرد که نشان می‌دهد سیستم‌های هوش مصنوعی می‌توانند جانب‌داری را تقویت کنند، و الگوهای آسیب‌زا را تکثیر کنند. او خواستار حمایت از افشاگران برای کارکنان فناوری شد و استدلال می‌کرد که مرکزیت فناوری بر نهادهای اجتماعی اصلی، و عدم شفافیت استقرار فناوری، چنین افشاگری‌هایی را برای منافع عمومی بسیار مهم کرده است.
او در ژانویه ۲۰۲۰ به کمیته نظارت مجلس در مورد «فناوری تشخیص چهره: تضمین شفافیت و دقت تجاری» شهادت داد. او مسائل ساختاری مربوط به تشخیص چهره و اقتصاد سیاسی صنعت را برجسته کرد، جایی که این فناوری‌ها توسط بازیگران قدرتمند بر روی بازیگران کم‌قدرت به‌گونه‌ای استفاده می‌شوند که می‌توانند به حاشیه رانده شوند. او ادعا کرد که «سوگیری» نگرانی اصلی نیست، در مورد اتکای بیش از حد به ممیزی‌های فنی که می‌تواند برای توجیه استفاده از سیستم‌ها بدون رسیدگی به مسائل ساختاری مانند تیرگی سیستم‌های تشخیص چهره، و پویایی قدرت که می‌تواند مورد استفاده قرار گیرد، هشدار داد. حضور در استفاده از آنها شهادت او همچنین به فقدان پشتوانه علمی معتبر برای برخی از ادعاهای استفاده شده توسط فروشندگان خصوصی اشاره کرد و خواستار توقف استفاده از این فناوری‌ها شد.

### کمیسیون فدرال تجارت
در نوامبر ۲۰۲۱، لینا خان تأیید کرد که ویتکر به عنوان مشاور ارشد ریاست در زمینهٔ هوش مصنوعی به کمیسیون تجارت فدرال ایالات متحده پیوست. هنگامی که مسئولیت جدید او به عنوان رئیس سیگنال اعلام شد، در آغاز سپتامبر ۲۰۲۲، او پایان دورهٔ خود را در FTC اعلام کرد.

### سیگنال
در ۶ سپتامبر ۲۰۲۲، مردیث ویتکر اعلام کرد که فعالیت او از ۱۲ سپتامبر در نقش رئیس سیگنال آغاز خواهد شد، «موقعیت جدیدی که با همکاری رهبری سیگنال ایجاد شد».

## کنش‌گری
در سال ۲۰۱۸، ویتاکر یکی از سازمان‌دهندگان اصلی Google Walkouts بود، با بیش از ۲۰۰۰۰ کارمند Google در سطح بین‌المللی برای اعتراض به فرهنگ Google در مورد ادعاهای سوء رفتار جنسی و نظارت بر شهروندان، آنها مجموعه‌ای از درخواست‌ها را منتشر کردند که برخی از آنها عبارت بودند از توسط گوگل ملاقات کرد.
ویتاکر در یادداشتی که پس از استعفای خود در داخل به اشتراک گذاشته شد، از کارکنان فناوری خواست تا «به شیوه‌ای که کارساز باشد، از مخالفان وجدانی و افشاگران محافظت کنند، بخواهند بدانند روی چه چیزی کار می‌کنید و چگونه از آن استفاده می‌شود، و برای ایجاد همبستگی با سایر فناوری‌ها. کارگران فراتر از شرکت شما."
ویتکر سازماندهی در سیلیکون ولی و مقابله با آزار جنسی، نابرابری جنسیتی و نژادپرستی در فناوری را ترویج می‌کند.

## انتشارات برگزیده
- ویتاکر، مردیث (نوامبر - دسامبر 2021). "هزینه گزاف گرفتن". تعاملات، جلد ۲۸، شماره ۶. صص 50–55. https://doi.org/10.1145/3488666
- وگونتزاس نانتینا؛ ویتاکر، مردیث. (۲۹ ژانویه 2021). «این ماشین‌ها فاشیسم را از بین نمی‌برند: به سوی یک چشم‌انداز پیشرو مبارزاتی برای فناوری». ملت. https://www.thenation.com/article/society/tech-labor-progressive/
- سادووسکی، جاتان؛ ویلیون، سالومه؛ ویتاکر، مردیث. "همه باید تصمیم بگیرند که چگونه از داده‌های دیجیتال خود استفاده شود - نه فقط شرکت‌های فناوری". طبیعت (2021). https://doi.org/10.1038/d41586-021-01812-3
- ویتاکر، مردیث؛ آلپر، مریل؛ بنت، سینتیا ال. هندرن، سارا؛ کازیوناس، الیزابت؛ میلز، مارا؛ رینگل موریس، مردیت؛ رنکین، شادی؛ راجرز، امیلی؛ سالاس، مارسل؛ وست، سارا مایرز. (نوامبر 2019) "ناتوانی، تعصب و هوش مصنوعی". مؤسسه AI Now. https://ainowinstitute.org/disabilitybiasai-2019.html
- وست، سارا مایرز؛ ویتاکر، مردیث؛ کرافورد، کیت. (آوریل 2019). "سیستم‌های تبعیض آمیز: جنسیت، نژاد و قدرت در هوش مصنوعی". مؤسسه AI Now. https://ainowinstitute.org/Discriminatingsystems.html
- رایسمن، دیلون؛ شولتز، جیسون؛ کرافورد، کیت؛ ویتاکر، مردیث (آوریل 2018). "ارزیابی تاثیر الگوریتمی: چارچوبی عملی برای پاسخگویی آژانس دولتی." مؤسسه AI Now. https://ainowinstitute.org/aiareport2018.html
- Yuste, R.، Goering, S.، Arcas, B. و همکاران. "چهار اولویت اخلاقی برای فناوری‌های عصبی و هوش مصنوعی." طبیعت (2017). https://doi.org/10.1038/551159a